# The Continental (Fernsehserie)
The Continental, alternativ The Continental: Aus der Welt von John Wick (Originaltitel: The Continental: From the World of John Wick) ist eine dreiteilige US-amerikanische Action-Krimiserie, die im John-Wick-Universum angesiedelt ist. Die Hauptrolle – Winston Scott – übernimmt Colin Woodell. Inhaltlich ist die Serie ein Prequel zu den bisher erschienen Filmen der John-Wick-Reihe. Die erste Episode erschien am 22. September 2023 auf Prime Video in Deutschland.

## Handlung
The Continental erzählt die Hintergrundgeschichte, wie Winston Scott in einer alternativen Geschichte der 1970er Jahre zu seiner Position als Besitzer der New Yorker Filiale der Hotelkette „The Continental“ kam, einem sicheren Zufluchtsort für Attentäter, weshalb dort niemals ein Geschäft stattfinden darf. Die Serie zeigt Variationen realer Ereignisse, darunter den Winter of Discontent und den Aufstieg der US-amerikanischen Mafia zur Wirtschaftsmacht.

## Besetzung und Synchronisation
Die deutschsprachige Synchronisation entstand bei Hermes Synchron in Berlin nach den Dialogbüchern von Marius Clarén und unter der Dialogregie von Dietmar Wunder.
| Rolle         | Schauspieler         | Hauptrolle (Episoden) | Nebenrolle (Episoden) | Synchronsprecher  |
| ------------- | -------------------- | --------------------- | --------------------- | ----------------- |
| Cormac        | Mel Gibson           | 1–                    |                       | Joachim Tennstedt |
| Winston Scott | Colin Woodell        | 1–                    |                       | Marius Clarén     |
| KD            | Mishel Prada         | 1–                    |                       | Rubina Nath       |
| Frankie Scott | Ben Robson           | 1–                    |                       | Marios Gavrilis   |
| Miles         | Hubert Point-Du Jour | 1–                    |                       | Florian Clyde     |
| Yen           | Nhung Kate           | 1–                    |                       | Maria Hönig       |
| Lou           | Jessica Allain       | 1–                    |                       | Samina König      |
| Charon        | Ayomide Adegun       | 1–                    |                       | Sebastian Fitzner |
| Mayhew        | Jeremy Bobb          | 1–                    |                       | Paul Matzke       |
| Onkel Charlie | Peter Greene         | 1–                    |                       | Dietmar Wunder    |
| Lemmy         | Adam Shapiro         |                       | 1                     |                   |
| Die Richterin | Katie McGrath        |                       | 1                     | Manja Doering     |

## Episodenliste
| Nr. | Deutscher Titel                    | Originaltitel                   | Erstveröffentlichung USA | Deutschsprachige Erstveröffentlichung (D/A/CH) | Regie                | Drehbuch                                                 |
| --- | ---------------------------------- | ------------------------------- | ------------------------ | ---------------------------------------------- | -------------------- | -------------------------------------------------------- |
| 1 | Waffenbrüder – Nacht 1             | Brothers in Arms – Night 1      | 22. Sep. 2023            | 22. Sep. 2023                                  | Albert Hughes        | Greg Coolidge, Kirk Ward & Shawn Simmons                 |
| Während einer Neujahrsfeier in den 1970er Jahren gelingt Frankie Scott ein gewagter Raubüberfall auf das Continental Hotel in New York City, bei dem er eine Münzpresse stiehlt, mit der sich die wertvolle Goldwährung prägen lässt, die von den Mitgliedern des High Table verwendet wird. Der Manager des Continental, der Verbrecher Cormac O'Connor, entführt Frankies Bruder Winston in London und bringt ihn nach New York, wo er sich nach dem Verbleib seines Bruders erkundigt. Cormac, der Frankie und Winston in der kriminellen Unterwelt großgezogen haben soll, setzt den Adjudikator des Hohen Tisches unter Druck, um die Münzpresse zurückzubekommen, und lässt letzteren gehen, befiehlt aber seinen Männern, ihm zu folgen. Winston besucht seinen alten Kollegen Charlie und bringt Frankie mit einem Karate-Dojo in Chinatown in Verbindung, das von den Geschwistern Lou und Miles betrieben wird, die sich mit Waffengeschäften über Wasser halten müssen, um ihr Geschäft zu erhalten. Miles, Frankies alter Vietnamkriegskamerad, rät Winston, seinen Bruder in Alphabet City zu suchen. Winston findet Frankie und seine Frau Yen, die sich in einem verlassenen Kino verstecken, doch das Gebäude wird von Cormacs Attentätern angegriffen, darunter das stumme Geschwisterpaar Hänsel und Gretel. Die Gruppe trifft sich wieder mit Charlie und seinen Männern, findet aber heraus, dass einer von Charlies Mitarbeitern sie an Cormac verraten hat, dessen Killer sie umschwärmen. Nach einer Verfolgungsjagd, die zu einem Mietshaus führt, kämpft sich das Trio auf das Dach, wo Frankie einen Hubschrauber organisiert hat. Während Yen und der Pilot verwundet werden, opfert sich Frankie mit der Truhe, die angeblich die Münzpresse enthält, und wird von Hänsel und Gretel erschossen. Die beiden bringen die Truhe zu Cormac zurück, der empört feststellt, dass sich die Münzpresse nicht darin befindet. Winston, der auf Rache sinnt, bringt die verwundete Yen zu Lou und Miles' Dojo und sagt ihnen, dass er „Waffen braucht... viele Waffen“. |                                    |                                 |                          |                                                |                      |                                                          |
| 2 | In Treue und Ergebenheit – Nacht 2 | Loyalty to the Master – Night 2 | 29. Sep. 2023            | 29. Sep. 2023                                  | Charlotte Brändström | Shawn Simmons, Greg Coolidge, Kirk Ward & Ken Kristensen |
| Winston schwört O'Connor Rache für den Tod von Frankie und formuliert einen Plan, um O'Connor durch die Übernahme des Hotels zu stürzen. Yen ist entsetzt, als sie feststellt, dass Frankie bereits eingeäschert wurde, als sie wieder zu Bewusstsein kommt und Winston angreift, aber schließlich nachgibt. Winston stellt mit Miles, Lou und Lemmy ein Team zusammen und rekrutiert gleichzeitig Gene Jenkins (einen Scharfschützen, der mit Lous und Miles Vater befreundet ist) und Ronnie. Während Yen immer noch einen Groll gegen Winston hegt, schließt sie sich widerwillig dem Team an, um sich an ihrem Mann zu rächen und ihnen eine Zeichnung des Grundrisses des Hotels zu geben. Winston versucht, Mazie und ihre Armee, Konkurrenten von Cormac, zu rekrutieren, wird jedoch vom Platz gestellt. Der Richter der Hohen Kammer besucht das Hotel und setzt O'Connor eine Frist von drei Tagen, um die Münzpresse abzuholen. Lou gerät mit dem neuen chinesischen Mafia-Boss aneinander, weil sie das Dojo ihres Vaters seinem Andenken weihen und ihn vor dem Einfluss lokaler Banden schützen will. Währenddessen schreibt Charon auf dem Dach des Hotels einen Brief an seinen Vater, den O'Connor aus Nigeria in die Staaten bringen will, wo Charon sich sicherer fühlt. Thomas, der Hotelcellist, erzählt Charon, dass er seinen Job kündigen wird, um an einem Musikkonservatorium in Irland zu studieren. Winstons Team wendet sich an Charon, um ihn zu rekrutieren, während O'Connor Thomas ermordet, da er das Gefühl hat, er sei untreu, weil er versucht hat, seinen Job zu kündigen. Charon kehrt ins Hotel zurück und ist schockiert, als er Thomas‘ Leiche sieht, als O'Connor Charon erzählt, dass er beabsichtigt, Charons Vater als Ersatz im Hotel arbeiten zu lassen, wenn er aus Nigeria ankommt. Charon erzählt O'Connor, dass Winston Scott ein Team zusammengestellt hat, um ihn zu töten. |                                    |                                 |                          |                                                |                      |                                                          |
| 3 | Theater des Schmerzes – Nacht 3    | Theater of Pain – Night 3       | 6. Okt. 2023             | 6. Okt. 2023                                   | Albert Hughes        | Greg Coolidge, Kirk Ward & Ken Kristensen                |
| Winston schließt ein Bündnis mit Mazie und bietet ihr eine verlassene Bank als Gegenleistung für die Hilfe einiger ihrer Leute bei der Beschlagnahmung des Hotels an. Die Zwillinge entführen Winston und schalten Lou und KD aus, die auf der Suche nach ihm gekommen waren. Charon wechselt die Seiten und hilft Winston bei der Flucht vor Cormac. Der Rest des Teams betritt die Bank, während KD hinterherläuft. Es stellt sich heraus, dass KD der einzige Überlebende der Familie ist, die Frankie und Winston auf Cormacs Befehl hin verbrannt hatten, und sie will sich an ihnen rächen. Nachdem Winston sich bei ihr entschuldigt und ihr Medizin gegeben hat, beschließt sie, Winston gehen zu lassen. Cormac geht in einen Kontrollraum hat. Lou findet heraus, dass ihr Vater das Dojo gebaut hat, indem er durch die früheren Mieter ermordete und das Anwesens gebaut hat. Sie sprengt es und schließt sich dem Team im Hotel an. Es gelingt dem Team, die meisten von Cormacs Leuten im Hotel zu töten. Lou tötet den männlichen Zwilling und Yen den weiblichen Zwilling. Cormac initiiert das Defensionum-Protokoll, um das Hotel zu zerstören. Er wird von Winston und KD erwischt und KD tötet ihn. Winston kann das Protokoll außer Kraft setzen und das Hotel zu retten. In der Schlussszene kommt die Richterin und beglückwünscht Winston zur Übernahme des Hotels. Winston erzählt ihr, dass er die Münzpresse in dem alten Auto gefunden hat, in dem er und Frankie als Kinder lebten, und dass sie nun sicher hinter dem Tresorraum von Mazies Bank verwahrt bleibt. Er tötet die Richterin und sagt, es sei nicht das Hotel, sondern die Menschen darin zählen. |                                    |                                 |                          |                                                |                      |                                                          |

## Produktion

### Entwicklung
Während Derek Kolstad und Chad Stahelski im Januar 2017 die Geschichte für John Wick: Kapitel 3 planten, entwickelten sie auch Ideen für eine Prequel-Geschichte und schlugen vor, dass ein Prequel am besten in Form einer Fernsehserie erzählt werden sollte. Im Juni 2017 wurde bestätigt, dass sich die Serie mit dem Titel The Continental in Entwicklung befinden und sich auf das Hotel konzentrieren wird, das als sicherer Zufluchtsort für Attentäter im John-Wick-Universum dient. Lionsgate gab dem Projekt im Januar 2018 offiziell grünes Licht und plante die Ausstrahlung der Serie auf seinem Starz-Netzwerk. Erste Berichte deuteten darauf hin Chris Collins würde als Showrunner fungieren.
Stahelski plante ursprünglich, bei der ersten Folge der Serie Regie zu führen und gab an, dass sie als Ursprungsgeschichte für mehrere Charaktere aus John Wick dienen würde. Im April 2021 sagte Kevin Beggs, Vorsitzender von Lionsgate Television, das Team wolle sicherstellen, dass die Serie zum Weltaufbau des John Wick-Universums beitrage, ohne Pläne für zukünftige Filme zu behindern. Nachdem Lionsgate mehrere Pitches von verschiedenen Kreativteams gehört hatte, entschied er sich für den Ansatz von Greg Coolidge, Kirk Ward und Shawn Simmons und das Format der Show wurde in eine Eventserie mit drei 90-minütigen Episoden über den jungen Winston in den 1970er Jahren umgearbeitet. Coolidge und Ward waren die neuen Showrunner, Albert Hughes und Charlotte Brändström wurden als Regisseure engagiert.

### Casting
Im Oktober 2021 wurden die Besetzungsmitglieder bekannt gegeben, beginnend mit Mel Gibson, gefolgt vom Rest der Hauptdarsteller, darunter Colin Woodell als junger Winston Scott aus den John Wick-Filmen. Weitere Casting-Ankündigungen im November 2021 ergaben, dass Peter Greene und Ayomide Adegun jüngere Versionen von Onkel Charlie bzw. Charon darstellen würden und Jeremy Bobb als neue Figur namens Mayhew besetzt wurde. Im Februar 2022 wurden Rollen für Katie McGrath als „The Adjudicator“, Ray McKinnon, Adam Shapiro als Lemmy sowie Mark Musashi bekannt gegeben und Marina Mazepa als Hänsel und Gretel.

### Dreharbeiten
Die Dreharbeiten begannen im November 2021 in Budapest.

## Musik
Im April 2023 wurde bekannt, dass Raffertie die Musik für die Serie komponiert.

## Veröffentlichung
Am 15. August 2022 verkaufte Starz die Serie an Peacock. Im März 2023 erklärte der Vorsitzende der Lions Gate Motion Picture Group, Joe Drake, dass die Serie voraussichtlich Ende 2023 erscheinen wird und sagte auch, dass die Episoden „fast fertig“ seien. Die Serie hatte am 22. September 2023 Premiere.

## Rezeption
Auf Rotten Tomatoes konnte die Miniserie nur 63 % der 78 dort eingetragenen Kritiker überzeugen und wurde mit einer Durchschnittsnote von 6,8/10 bewertet, der Konsens der Kritiker ist: „The Continental: From the World of John Wick“ bietet einiges an stylischer Action, wird aber vor allem für Hardcore-Fans zufriedenstellend sein, die in den weiteren Aufbau der Franchise-Welt investieren. In der Website Metacritic erhielt der Film eine Punktzahl von 53 von 100 möglichen Punkten, die auf 27 Kritiken basiert.